# Neolophonotus spoliator
Neolophonotus spoliator là một loài ruồi trong họ Asilidae. Neolophonotus spoliator được Londt miêu tả năm 1987. Loài này phân bố ở vùng nhiệt đới châu Phi.